# Hamed Garschi

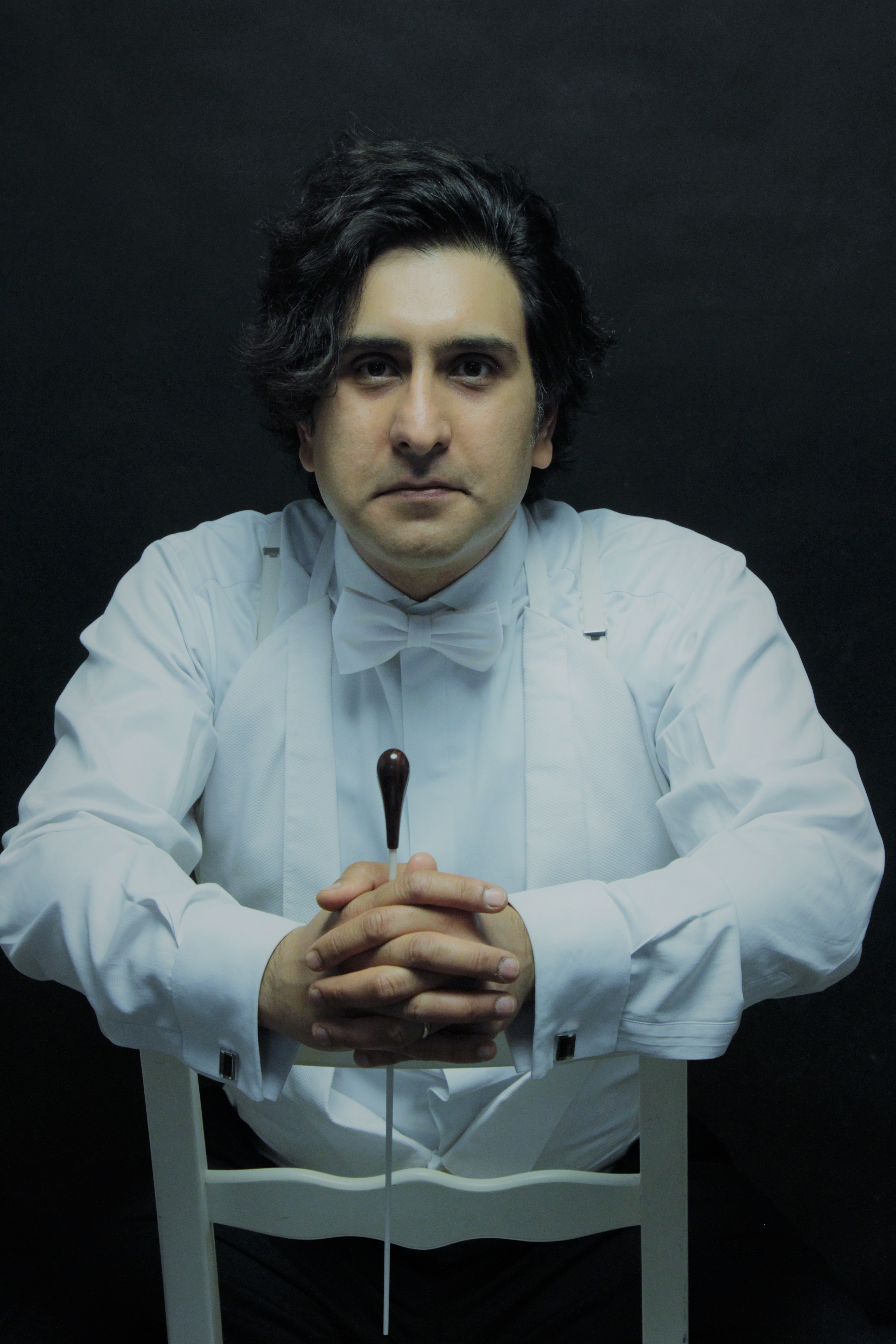
Hamed Garschi

Hamed Garschi (persisch حامد گارسچی; * 2. Juni 1985 in Teheran, Iran) ist ein deutsch-iranischer Dirigent, Pianist und Interpret.
Er ist Dirigent des Jugendsinfonieorchesters Köln, des Jungen Sinfonieorchesters Wetzlar und des Kölners Kammerorchester Klettenberg.

## Biografie
Hamed Garschi absolvierte sein Studium an der Fakultät für Musik und Bildende Kunst der Universität Teheran mit Schwerpunkt Klavier und Klarinette und erhielt für seine musikalischen Darbietungen mehrere Preise. Von 2006 bis 2009 trat er in seiner Heimat als Klaviersolist, Repetitor, Kammermusiker, Liedbegleiter und Klarinettist auf und war Solist sowie Mitglied verschiedener Orchester und Ensembles wie des „Tehran Symphony Orchestra“, des „Iran's National Orchestra“, des „Youth Symphony Orchestra“, eines Blasorchesters und des „Opernensembles Tehran“. Im Jahr 2012 setzte Garschi sein Studium zum Dirigenten in Deutschland fort und arbeitete an der Musikhochschule Köln mit Prof. Michael Luig zusammen. Er absolvierte sein Masterstudium 2018 mit Bestnoten und war während dieser Zeit Stipendiat der Richard Wagner Stiftung in Bayreuth. Garschi sammelte internationale Erfahrungen und leitete verschiedene renommierte Orchester, darunter das „Gürzenich-Orchester Köln“, das „WDR-Sinfonieorchester“, das „MDR-Sinfonieorchester Leipzig“, das „Orchestre Philharmonique de Nice“ in Frankreich, das „Budapester Sinfonieorchester“, die „Philharmonie Südwestfalen“, die „Ruse Opera and Philharmonic Society“ in Bulgarien, die „Thalia-Saal-Philharmonie“ in Rumänien, die „Bergischen Symphoniker“, das „Tirana Radio Television Orchestra“ in Albanien sowie das „Bukarester Symphonieorchester“. Im Jahr 2018 dirigierte er beim Internationalen Musikfestival „Klassik Dage“ in Dänemark mehrere Konzerte. Garschi besuchte die Meisterkurse von Prof. Johannes Schlaefli (Züricher Hochschule der Künste), Prof. Nicolás Pasquet (Liszt School of Music, Weimar) und Prof. Mark Stringer (Universität für Musik und darstellende Kunst Wien) und studierte darüber hinaus bei Jun Märkl, Peter Eötvös, Philippe Entremont und Kurt Masur. Während seiner Studienzeit nutzte Garschi die Gelegenheit, Dirk Kaftan an der Bonner Oper, Heinz Holliger an der Kölner Musikhochschule, Prof. Alexander Rumpf und Toshiyuki Kamioka zu assistieren, und wurde für den „Deutschen Dirigentenpreis“ nominiert. Im Jahr 2018 erreichte er mit dem Budapest Symphonic Orchestra den 4. Platz beim „Internationalen Dirigierwettbewerb Antal Doráti“. Garschi wurde 2018 als Interpret und Dirigent für das Internationale Kölner Musikfestival „Acht Brücken“ ausgewählt und dirigierte etliche Uraufführungen in der Kölner Philharmonie mit dem „Sinfonieorchester der Kölner Musikhochschule“. Hamed Garschi, ein hochqualifizierter Repetitor und Pianist, verfügt über umfangreiche Erfahrungen im Bereich Musiktheater und Opernliteratur. Im Laufe der Jahre hat er zahlreiche Sängerinnen und Sänger bei der Vorbereitung ihrer Rollen begleitet und unterstützt. Dabei konnte er sein Können in verschiedenen Opernprojekten wie „Die Zauberflöte“, „Hänsel und Gretel“, „Die Fledermaus“, „Der Liebestrank“, „L'enfant et les sortilèges“ und „Der Freischütz“ unter Beweis stellen. In der Spielzeit 2019/20 war Hamed Garschi als Repetitor und Gastdirigent am renommierten „Landestheater Coburg“ tätig. In dieser Funktion wirkte er maßgeblich an den herausragenden Aufführungen von „Carmen“, „Die Fledermaus“, „Wunderland“ und „Das Rheingold“ mit. Seit dem Jahr 2022 ist Hamed Garschi als Erster Gastdirigent beim renommierten Teheraner Sinfonieorchester tätig und dirigiert außerdem das Junge Sinfonieorchester Wetzlar. Seit 2023 ist Garschi Chefdirigent des Jugendsinfonieorchesters Köln.